# Scapanulus oweni
Espèce
Statut de conservation UICN

 LC  : Préoccupation mineure
Scapanulus oweni est une espèce de mammifères de la famille des Talpidés (Talpidae). Cette taupe est la seule espèce actuelle du genre Scapanulus, on la rencontre au centre de la Chine, pays dont elle est endémique.

## Description

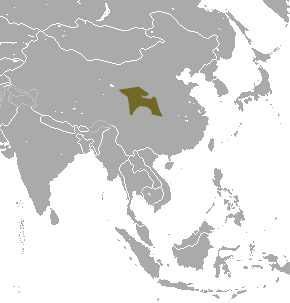
Répartition de l'espèce en Asie

On sait peu de choses de ce petit mammifère terrestre qui fréquente le sol moussu des forêts de sapins. 
Cette taupe n'est présente que dans quelques provinces du centre de la Chine, à une altitude comprise entre 2700 et 3 000 m. 

## Classification
Cette espèce a été décrite pour la première fois en 1912 par le zoologiste britannique Michael Rogers Oldfield Thomas (1858-1929).
Classification plus détaillée selon le Système d'information taxonomique intégré (SITI ou ITIS en anglais) :
 Règne : Animalia ; sous-règne : Bilateria ; infra-règne : Deuterostomia ; Embranchement : Chordata ; Sous-embranchement : Vertebrata ; infra-embranchement : Gnathostomata ; super-classe : Tetrapoda ; Classe : Mammalia ; Sous-classe : Theria ; infra-classe : Eutheria ; ordre : Soricomorpha ; Famille : Talpidae ; Sous-famille : Scalopinae ; Tribu : Scalopini ; Genre : Scapanulus .
Cette espèce est traditionnellement classée dans l'ordre des Insectivora, un regroupement qui est progressivement abandonné au XXIe siècle.